# ميغيل غوتيريز (لاعب كرة قدم مواليد 1956)
ميغيل غوتييريز (بالإسبانية: Miguel Gutiérrez)‏ (مواليد 19 نوفمبر 1956) هو لاعب كرة قدم. يلعب مع منتخب بيرو لكرة القدم. سبق له أن لعب في كأس العالم لكرة القدم مع منتخب بلاده.

## روابط خارجية
- ميغيل غوتييريز على موقع الاتحاد الدولي (مؤرشف)  (الإنجليزية)
- ميغيل غوتييريز على موقع قاعدة بيانات كرة القدم.إي يو (الإنجليزية)
- ميغيل غوتييريز على موقع ناشيونال فوتبول تيمز (الإنجليزية)